# Arbutus andrachne
Espèce
Classification phylogénétique
L’Arbousier de Chypre ou Arbousier grec (Arbutus andrachne) est une espèce de plante à fleurs de la famille des Ericaceae.

## Habitat
Arbutus andrachne est un arbre proche de l'arbousier commun (Arbutus unedo ou arbre à fraises). Il est originaire de Méditerranée orientale et principalement de Grèce et de Turquie. On en trouve aussi, à l'état naturel, du sud de l'Albanie à la Crimée, en passant par les côtes de la mer Noire ainsi qu'au Liban et jusqu'au nord de l'Irak.

## Description

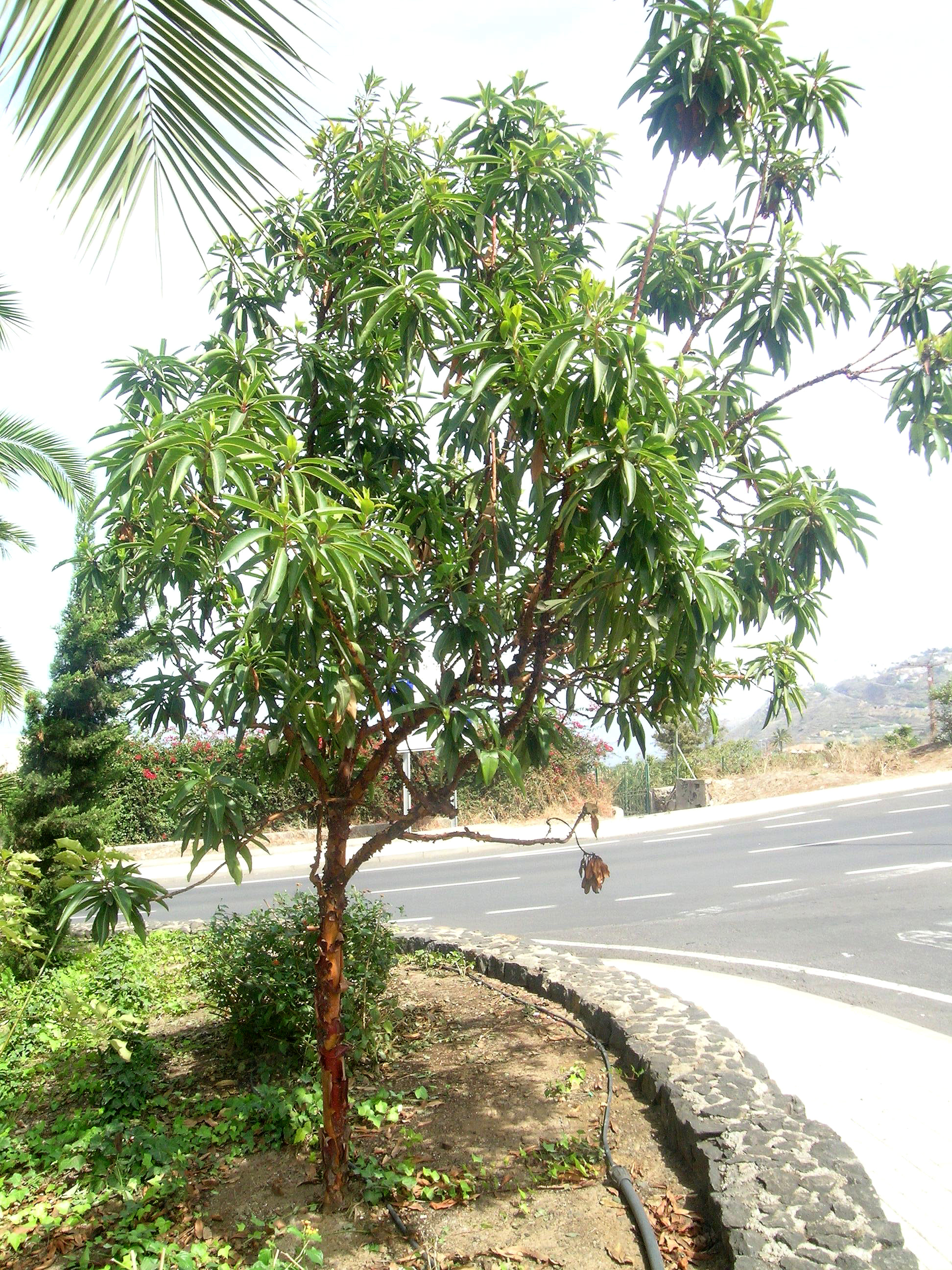
jeune spécimen.
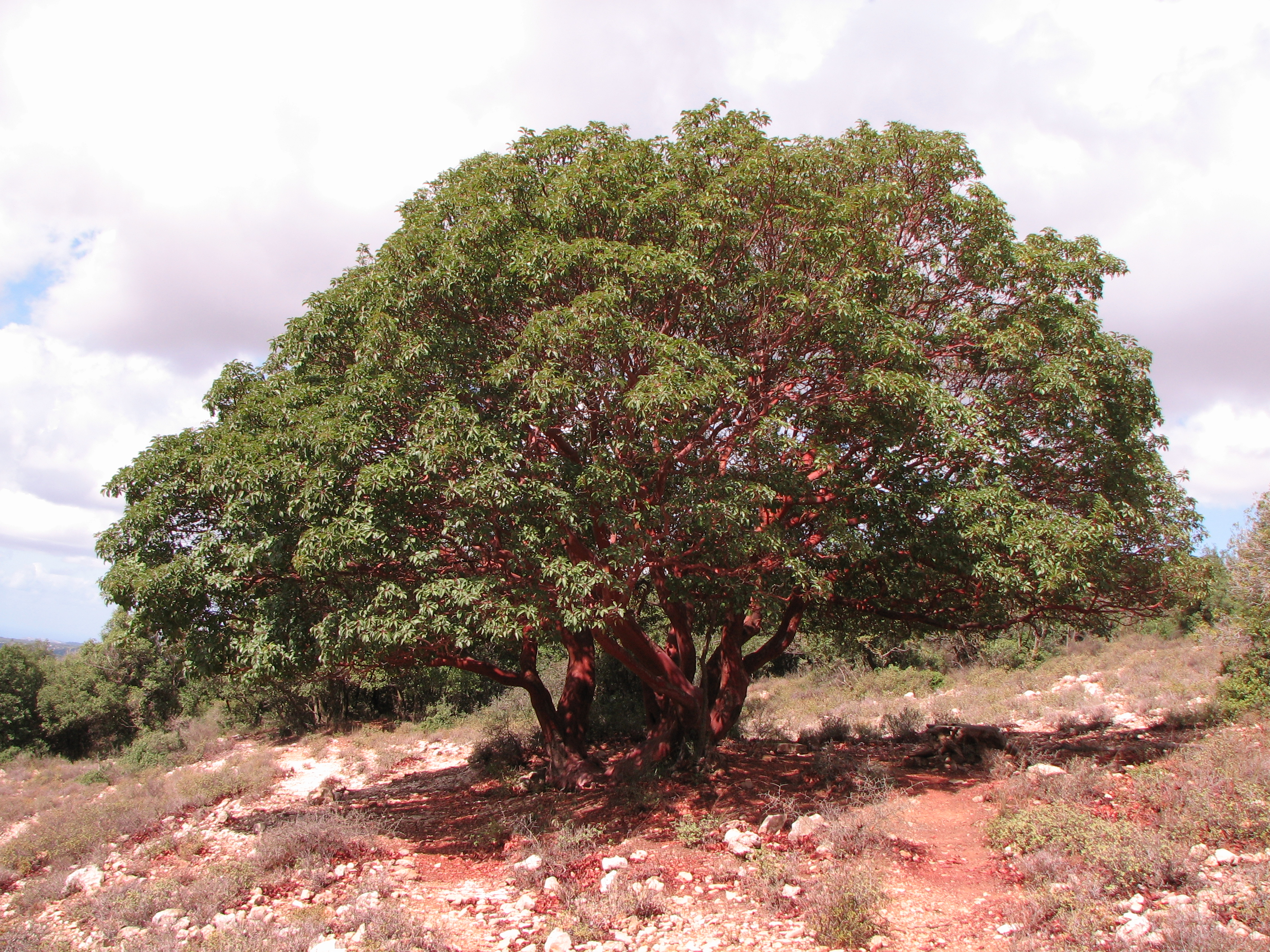
Vieux spécimen.
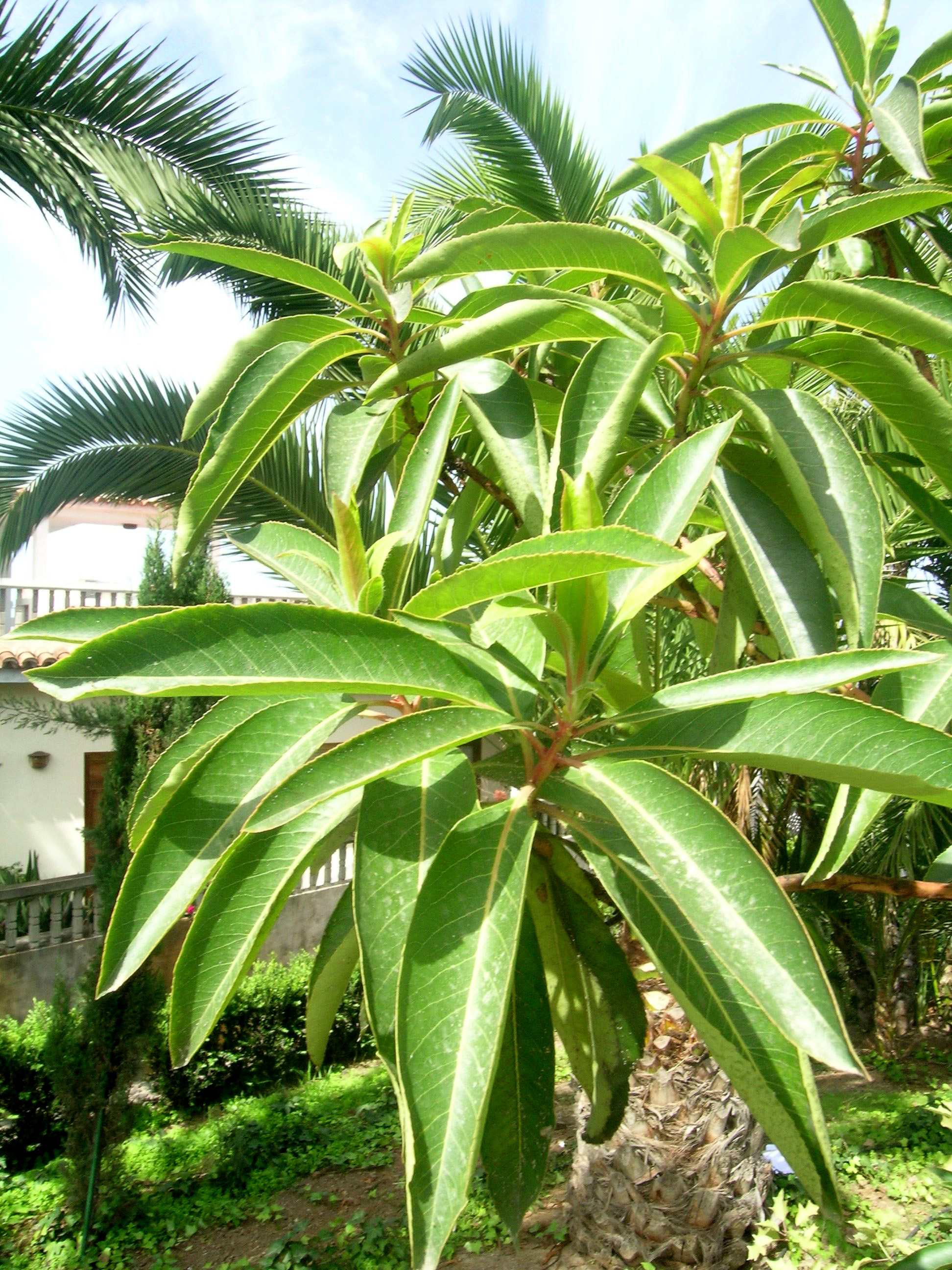
Feuillage.
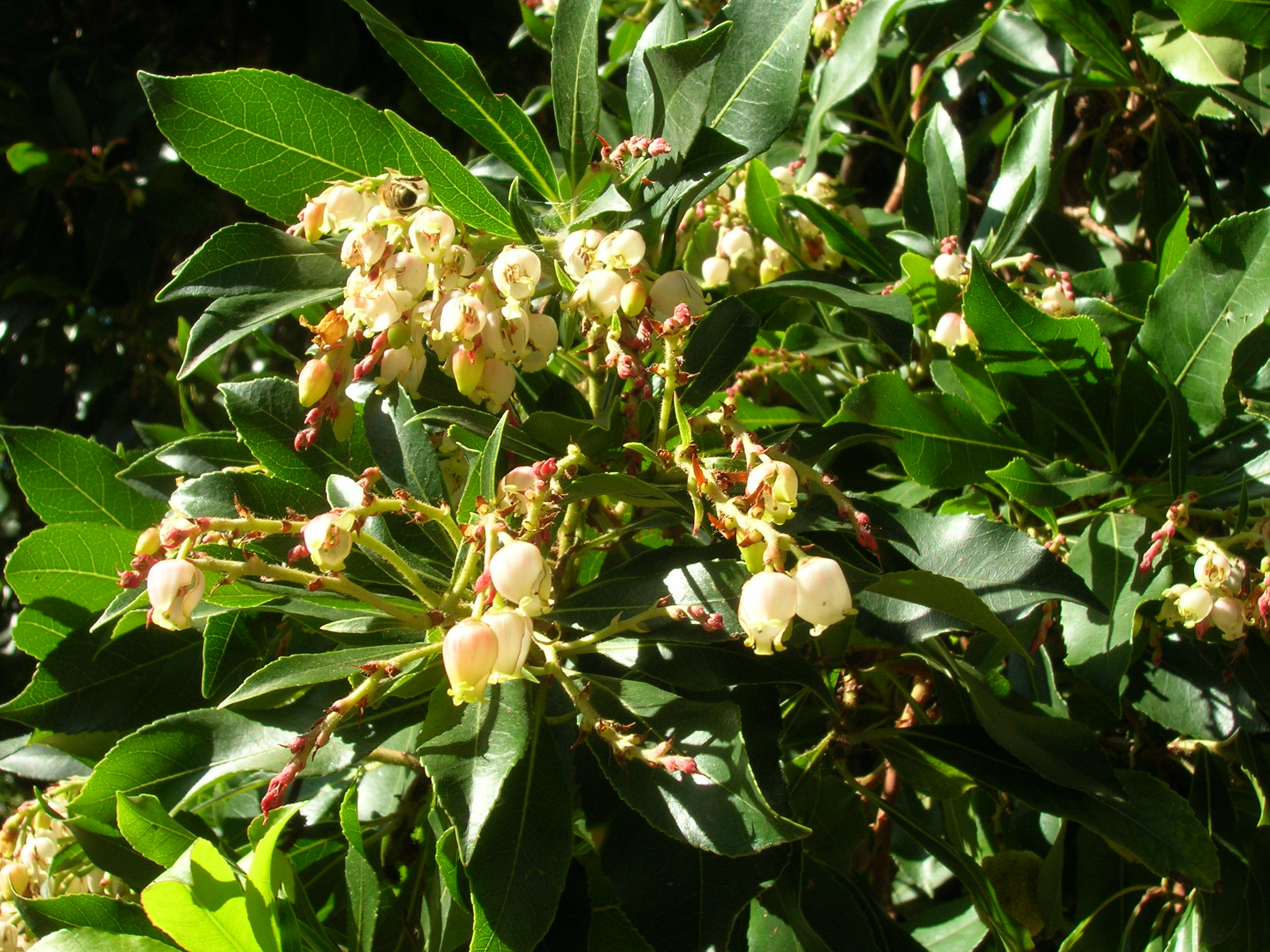
Floraison.
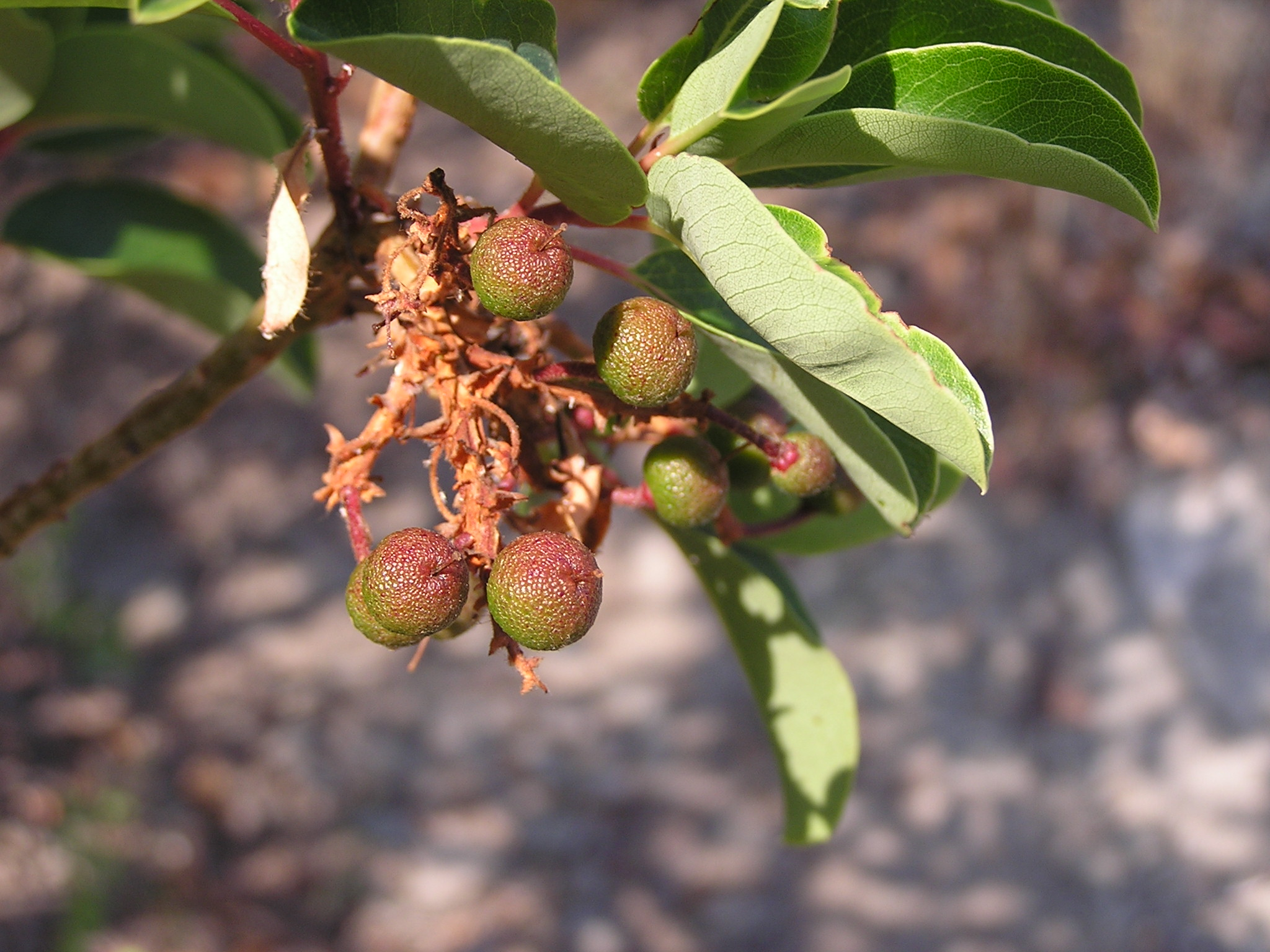
Fructification.
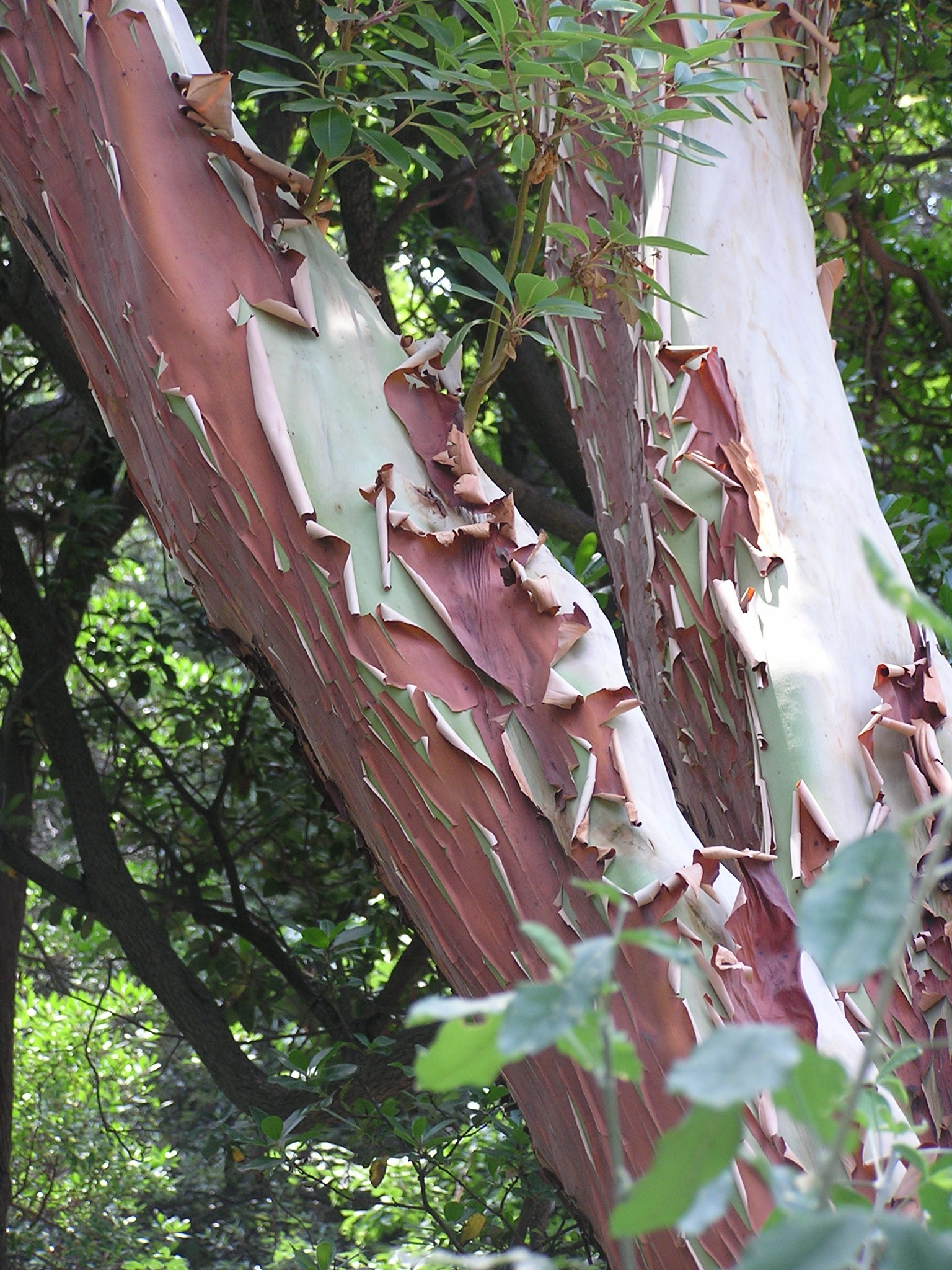
Écorce exfoliante.
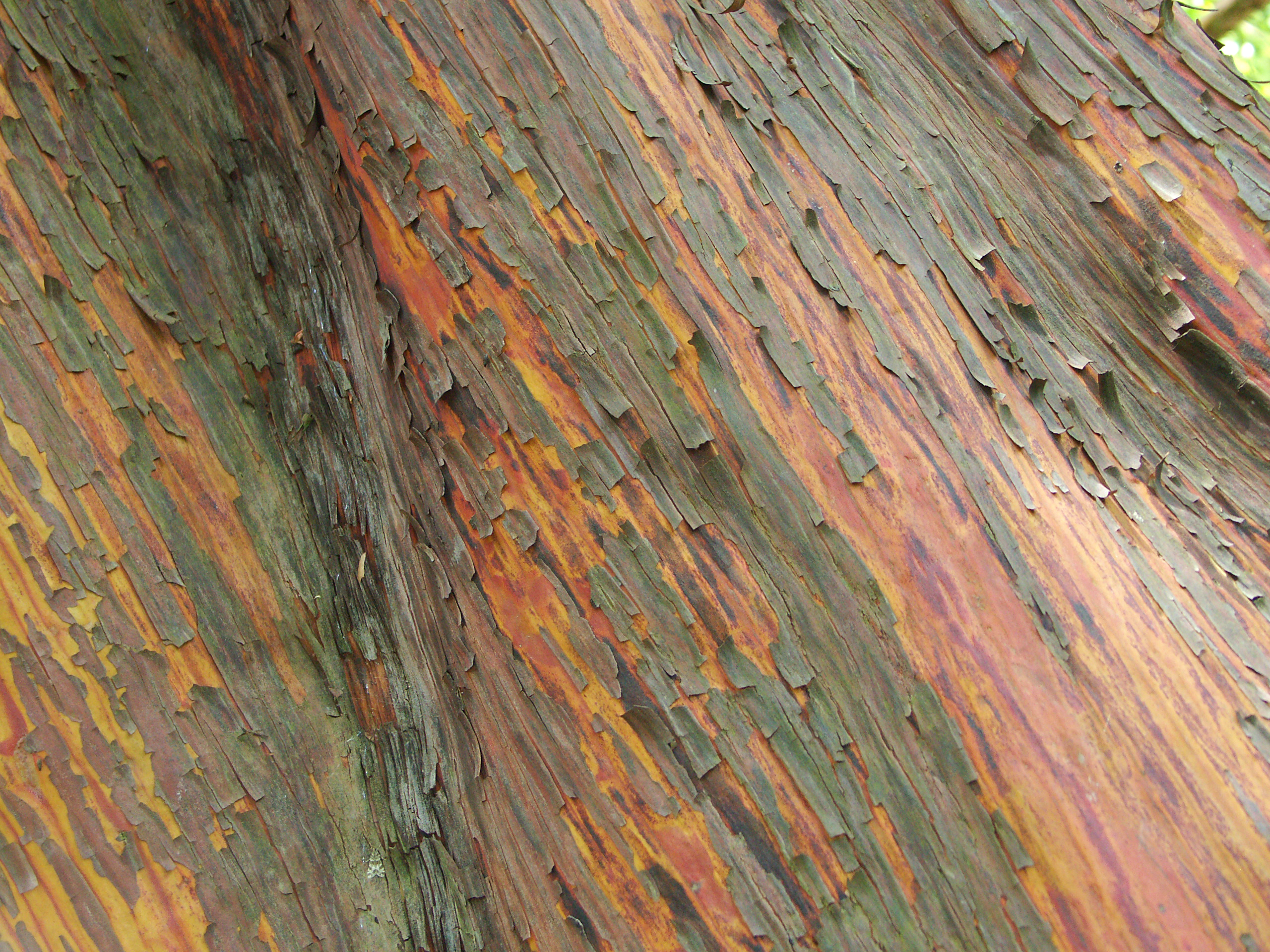
Détail d'un vieux tronc.

Ce sont des arbres à feuillage persistant qui peuvent atteindre une hauteur de 12 mètres. Ils sont remarquables par leur belle écorce orangée et lisse à l'âge adulte. Ils ont également la particularité d'avoir une écorce s'exfoliant durant la période d'été, laissant alors apparaître une couche de couleur vert pistache, qui vire ensuite progressivement vers l'orange brun. Arbutus andrachne émet, au printemps, des fleurs de couleur blanche à vert jaunâtre. Ses fruits, les arbouses, mûrissent en automne.

## Culture
Arbutus andrachne croît lentement. Il affectionne les terrains secs et tolère mal la transplantation. Il est rustique jusqu'à -15 °C.
Bien que rare en culture, on peut en admirer de beaux exemplaires au jardin des plantes de Montpellier, dans le jardin botanique d'Angers et dans le jardin botanique du Plantier de Costebelle à Hyères (Var) ou sont cultivés de très anciens sujets, présents dans la propriété depuis 1870.

## Hybridation
- Arbutus × andrachnoïdes est un hybride entre Arbutus andrachne et Arbutus unedo